# Callitriche palustris
Espèce
Classification APG III (2009)
Callitriche palustris est une espèce de plantes herbacées aquatique de la famille des Callitrichaceae selon la classification classique de Cronquist (1981) ou de la famille des Plantaginaceae selon la classification phylogénétique APG III (2009).

## Description
Elle se distingue par ses fruits ovoïdes et ses lobes ailés seulement sur l'apex. Ses feuilles submergées sont étroitement linéaires sur de longues tiges atteignant 40 cm. Ses rosettes flottantes possèdent des feuilles elliptiques à presque arrondies. Ses fleurs ont des étamines mesurant 5 mm. Son fruit est ovale, noirâtre. Elle fleurit du printemps, jusqu'au début de l'automne.

## Distribution et habitat
Cette espèce vivace se rencontre dans les marais et les bords de lacs et d'étangs (à une profondeur d'environ 30 cm) de Grande-Bretagne, du Danemark, de Finlande, d'Allemagne, de France, des Pays-Bas, d'Islande, de Norvège, du Groenland, de Suède, de Suisse, d'Autriche, de Bulgarie, de Roumanie, de République tchèque, de Hongrie, de Pologne, de Belgique[réf. nécessaire], de Russie et aussi en Espagne et dans quelques zones d'Afrique du Nord.

## Taxonomie
Synonymes
- Callitriche alpina Schur
- Callitriche anceps subsp. subanceps (V.Petr.) A.Love & D.Love
- Callitriche androgyna L.
- Callitriche angustifolia Hoppe
- Callitriche aquatica Huds.
- Callitriche aquatica Hudson
- Callitriche aquatica subsp. vernalis (Kütz. ex W.D.J.Koch) Bonnier & Layens, 1894
- Callitriche aquatica var. cespitosa (Schultz) Willd.
- Callitriche bengalensis Petrov
- Callitriche caespitosa Schultz, 1819
- Callitriche cespitosa Schultz
- Callitriche cuneifolia A.Br.
- Callitriche cuneifolia A.Br. ex Hegelm.
- Callitriche dubia Hoffm. ex Roth
- Callitriche elegans V.Petrov
- Callitriche euverna Syme
- Callitriche fallax V.Petrov
- Callitriche fissa Lej.
- Callitriche fontana Scop.
- Callitriche hermaphrodita L., 1755
- Callitriche intermedia Hoppe
- Callitriche minima (L.) Hoppe
- Callitriche natans (L.) Samp.
- Callitriche obtusangula subsp. alpina (Schur) Nyman
- Callitriche pallens Goldb.
- Callitriche pallens Gray, 1821
- Callitriche palustris var. verna (L.) Fenley ex Jepson
- Callitriche palustris subsp. palustris
- Callitriche palustris subsp. subanceps (Petrov) Kuvaev
- Callitriche palustris subsp. verna (L.) Schinz & Thell.
- Callitriche palustris var. elegans (Petrov) N.N.Tzvelev
- Callitriche palustris var. elegans (V.Petrov) Y.L.Chang
- Callitriche palustris var. minima L.
- Callitriche palustris var. natans L.
- Callitriche palustris var. palustris
- Callitriche palustris var. stenocarpa (Hegelmaier) Jepson
- Callitriche palustris var. verna (Linnaeus) Fenley ex Jepson
- Callitriche papuana Merrill & Perry
- Callitriche pusilla Sennen
- Callitriche stellata Hoppe
- Callitriche stenocarpa Hegelmaier
- Callitriche subanceps V.Petrov
- Callitriche subrotundifolia Sennen
- Callitriche tenuifolia Thuill.
- Callitriche tenuifolia Thuill. ex Pers.
- Callitriche verna L.
- Callitriche verna subsp. alpina (Schur) Nyman
- Callitriche verna subsp. elegans (Petrov) Kom. & Aliss.
- Callitriche verna var. angustifolia (Hoppe) Beck
- Callitriche verna var. cespitosa (Schultz) Rchb.
- Callitriche verna var. elegans (V.Petr.) Y.L.Chang
- Callitriche verna var. elegans (V.Petrov) Kitag.
- Callitriche verna var. fallax (Petrov) H.Hara
- Callitriche verna var. fissa (Lej.) Dumort.
- Callitriche verna var. fontana Kütz.
- Callitriche verna var. fontana Rchb.
- Callitriche verna var. latifolia Kütz.
- Callitriche verna var. minima (L.) Dumort.
- Callitriche verna var. stellata (Hoppe) Kütz.
- Callitriche verna var. stellata (Hoppe) Rchb.
- Callitriche vernalis Koch
- Callitriche vernalis Kütz.
- Callitriche vernalis var. minima (L.) Lange
- Stellina palustris (L.) Lunell

Sous-espèces et variétés
- Callitriche palustris var. elegans (Petrov) Y.L.Chang
- Callitriche palustris var. oryzetorum (Petrov) Lansdown
- Callitriche palustris subsp. palustris
- Callitriche palustris subsp. subanceps (Petrov) Kuvaev[3]